# Vibeke Hjortdal
Vibeke Elisabeth Hjortdal (født 11. juni 1961 i Gentofte) er en dansk overlæge, ph.d. og klinisk professor i kirurgi for medfødte hjertesygdomme på Rigshospitalet og Institut for Klinisk Medicin ved Københavns Universitet.
Vibeke Hjortdal blev cand.med. fra Aarhus Universitet i 1988, dr.med. samme sted i 1992 og ph.d. i 1993. I 2004 tiltrådte hun som Danmarks første kvindelige kirugiske professor og var samtidig den første kvindelige hjertekirurgiske professor i Europa. Før sin ansættelse i København var hun klinisk lærestolsprofessor ved Institut for Klinisk Medicin, Aarhus Universitet.
Ad flere omgange har hun været udsendt til tredjeverdenslande for at operere hjertebørn.
Samlet har hun skrevet mere end 400 videnskabelige artikler.
Vibeke Hjortdal er ridder af Dannebrog.